# 拉米亚 (市镇)
拉米亚（希臘語：Λαμία）是希腊中希臘大區弗西奥蒂斯专区的市镇，为所属大区及专区的首府。市镇面积为947平方公里，2021年人口数量为66,657人。

## 名称
一种观点认为，拉米亚得名于希腊神话人物拉米亚-海神波塞冬之女。另一种观点认为，拉米亚得名于该地附近民族马利斯。中世纪时，拉米亚被叫做Zetounion（Ζητούνιον）。

## 历史
公元前5千年，该地即有人类活动。但是直到前424年的一次地震，该地首次在文献上被提及。当时该地为斯巴达的一个重要军事基地。后被亚历山大大帝占领。

## 市镇
现今范围的拉米亚市镇是在2011年地方政府改革中由原5个市镇合并而成，原市镇则成为新市镇的市区。
拉米亚市区（即合并前的拉米亚市镇）的面积为413.5平方公里，2021年人口数量为58,289人。

## 知名人物
- 季米特里斯·庫楚巴斯 - 希臘共產黨總書記

## 姊妹城市
- 波蘭热舒夫
- 賽普勒斯帕福斯
- 義大利基奥贾